# Ernest Eastman

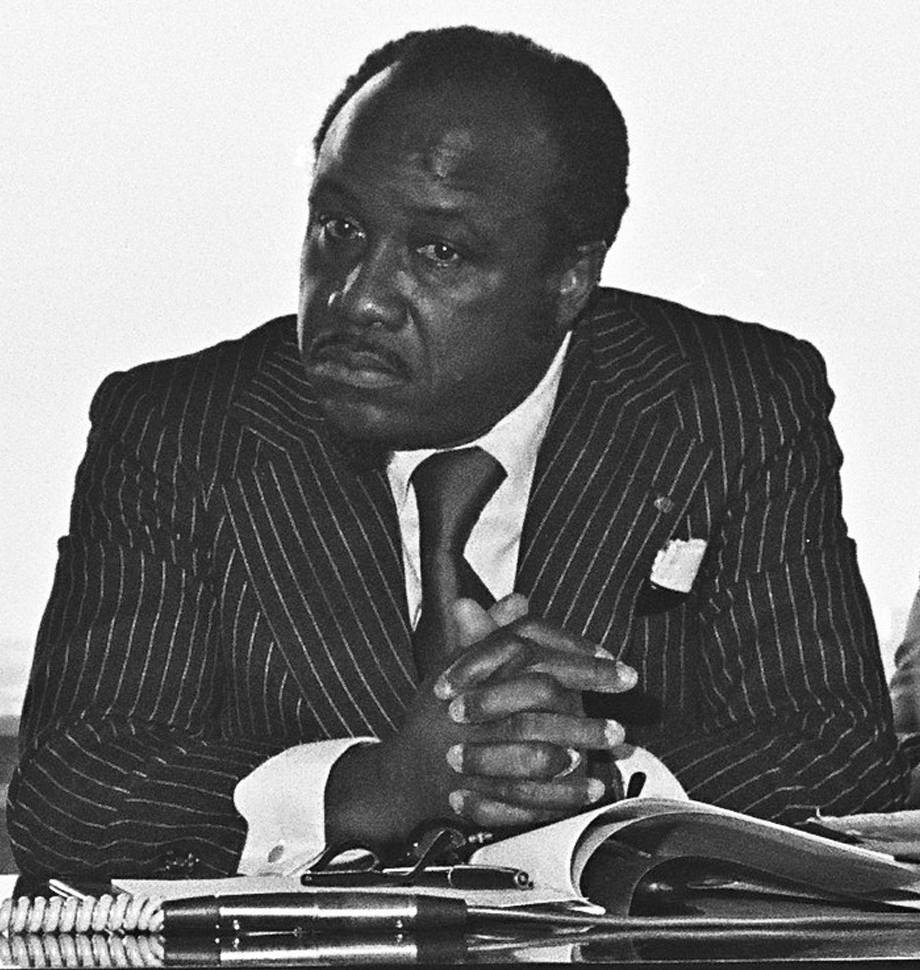
Eastman (1978)

Theophilus Ernest Eastman (* 27. März 1927 in Monrovia; † 28. Februar 2011) war ein liberianischer Politiker, er war von 1983 bis 1986 Außenminister in der Doe-Regierung.

## Leben
Der in Monrovia gebürtige Liberianer Theophilus Ernest Eastman ist ein Nachfahre einer Gruppe von Einwanderern aus der Karibik, die 1865 von Barbados nach Sierra Leone und Liberia übersiedelten. Die Eltern Eastmans lebten in ärmlichen Verhältnissen am Stadtrand von Monrovia nahe der Benson Street, seine Mutter arbeitete zeitweise im Haushalt des damaligen Präsidenten Charles D. B. King. Er verbrachte seine Kindheit und Jugend in der Obhut der Methodistischen Kirche in der Ashmun Street und fiel durch seine Gelehrsamkeit auf. Es folgte ein Studium am College of West Africa (CWA), wo er die Hochschulreife und als Jahrgangsbester ein Auslandsstipendium erwarb. Nach einem Aufenthalt am Oberlin College besuchte er die zur Ivy League gehörende Columbia University, aus finanziellen Gründen musste er nach dem Bachelor-Abschluss das Studium abbrechen und kehrte zur Jahreswende 1956/57 nach Liberia zurück.
Präsident Tubman erkannte in Eastman einen geeigneten Mitarbeiter für  seine Regierungsmannschaft und teilte ihm das Ressort „Auswärtige Beziehungen (Afrika und Asien)“ zu. Es war die Hochzeit der internationalen diplomatischen Erfolge Liberias, Eastman traf in dieser Zeit mit allen bedeutenden afrikanischen Politikern und Anführern von Unabhängigkeitsbewegungen zusammen. Zu seinen Aufgaben gehörte auch die Vorbereitung der All Africa People's Conference in Accra (1958) und weiterer Gipfeltreffen afrikanischer Staatspräsidenten und Führer in Vorbereitung der Gründungsversammlung der Organisation für Afrikanische Einheit (OAU) 1963 in Addis Abeba.
In den 1960er Jahren weilte Eastman als liberianischer Botschafter in den afrikanischen Staaten Kenia, Tansania und Uganda sowie in Japan.
Als größte Herausforderung seiner Diplomaten-Karriere bezeichnete Eastman die Zeit als Außenminister (1983–1986) für den international geächteten liberianischen Präsidenten Samuel K. Doe.
Bis zu seiner Absetzung durch die National Patriotic Front of Liberia (NPFL) war Eastman auch Aufsichtsratsvorsitzender der Bong Mining Company.